# Епархия Гран-Бассама
 Епархия Гран-Бассама (лат. Dioecesis Bassam Maioris) — епархия Римско-Католической церкви с центром в городе Гран-Бассам, Кот-д’Ивуар. Епархия Гран-Бассама входит в митрополию Абиджана. Кафедральным собором епархии Гран-Бассама является церковь Святейшего Сердца Иисуса Христа.

## История
8 июня 1982 года Римский папа Иоанн Павел II выпустил буллу «De universa Ecclesia», которой учредил епархию Гран-Бассама, выделив её из архиепархии Абиджана.

## Ординарии епархии
- епископ Joseph Akichi (8.06.1982 – 5.04.1993);
- епископ Paul Dacoury-Tabley (19.12.1994 – 27.03.2010);
- епископ Raymond Ahoua F.D.P. (27.03.2010 – по настоящее время).

## Источник
- Annuario Pontificio, Libreria Editrice Vaticana, Città del Vaticano, 2003, ISBN 88-209-7422-3
- Булла  De universa Ecclesia  (лат.)